# Musetta Vander
Musetta Van Der Merwe (Durban, 26 de Maio de 1963) é uma famosa atriz sul-africana.

## Biografia
Nessa época seu país era sem recursos, por isso ela passou parte da infância sem Tv até que conseguiu por uma "Caixa falante preta" no quarto. Por ser filha de um professor de Ballet passou a infância envolvida com apresentações até que quando terminou a escola tornou-se ela mesma uma professora dessa dança.
Após receber um BA de ciência e economia começou a gerar musicais que foram exibidos seguidamente pela MTV mudou-se para Hollywood, realizando um sonho de infância. Em 1988 casou-se com Jeff Celentano, com quem está até hoje.

## Carreira
Logo após sua chegada tornou-se a garota perfeita, protagonizando mais de 20 musicais ao lado de grandes nomes da música, como Rod Stewart, Tina Turner, Elton John e Chris Isaak. Sua estreia na TV foi em 1989 em "Posto em perigo", e desde então não parou mais, fazendo participações elogiadas em diferentes séries e filmes, como What's Up, Scarlet? (2005), Kicking & Screaming (2005), Mansquito (2005), The Bold and the Beautiful, Forbidden Warrior (2004), Frasier, She Spies e Xena: Warrior Princess.

## Filmografia
- Oblivion (filme) (2013)
- NCIS (2010)
- Johnny (2009)
- Breaking Point (2007)
- Transylmania (2007)
- Planet Raptor: Raptor Island 2 (2007)
- Say It in Russian (2007)
- Monster Night (2006)
- Spymate (2006)
- What's Up, Scarlet? (2005)
- Kicking & Screaming (2005)
- Mansquito (2005)
- The Bold and the Beautiful (2004)
- Forbidden Warrior (2004)
- Frasier (2003)
- She Spies (2003)
- Stargate SG-1 (2000-2003)
- Son of the Beach (2002)
- Emperor: Battle for Dune (2002)
- V.I.P. (2001)
- The Cell (2000)
- Secret Agent Man (2000)
- O Brother, Where Art Thou? (2000)
- Pensacola: Wings of Gold (1997-2000)
- Xena: Warrior Princess (2000)
- Molly (1999)
- Wild Wild West (1999)
- Star Trek: Voyager (1999)
- Soldier of Fortune, Inc. (1986)
- The Sentinel (1998)
- Gunshy (1998)
- The Adventures of Sinbad (1998)
- Dune 2000 (1998)
- Mortal Kombat: Annihilation (1997)
- Babylon 5 (1997)
- Buffy the Vampire Slayer (1997)
- Highlander (1997)
- Elissa (1997)
- American Hero (1997)
- Viper (1996)
- Diagnosis Murder (1996)
- Oblivion 2: Backlash (1996)
- The Dark Mist (1996)
- Under the Hula Moon (1995)
- Project Shadowchaser III (1995)
- Project: Metalbeast (1995)
- Boy Meets World (1994-1995)
- The Secret Force (1995)
- Murder, She Wrote (1994)
- Dickwad (1994)
- Monolith (1993)
- Voyeur (1993)
- Super Force (1991-1992)
- It Came from the Desert (1990)
- Crime of Crimes (1989)
- The Revenger (1989)
- The Endangered (1989)